# Løvenholm
Løvenholm er gammelt klostergods fra 1440 og blev kaldt Gjesingholm fra 1440 til 1674. Navnet Løvenholm er fra 1674. Gården ligger øst for Randers i Gjesing Sogn i Norddjurs Kommune tidligere Sønderhald Herred. Hovedbygningen er opført i 1550-1576-1642-1643
Løvenholm Gods er på 3261 hektar med Eldrup og Stadsborg
Hovedgården hed oprindelig Gjesingholm og tilhørte Skt. Hans Kloster i Viborg. 1445 fik Essenbæk Kloster skøde på gården. Efter reformationen kom den til slægten Banner. 1608 gik den ved salg over til Gert Ranzau til Breitenburg. 1637 fik dennes søn grev Christian Rantzau Gjesingholm Gods oprettet til et birk — senere Løvenholm Birk, der bestod til 1800. Dennes søn, grev Ditlev Ranzau, fik 1. maj 1674 sine hovedgårde Gjesingholm, Demstrup, Sødringholm, Eskær og Skovgaard oprettede til grevskabet Løvenholm, som dog 1726, efter at hans yngre søn grev Vilhelm Adolf havde ladet sin ældste broder, grev Ditlev Christian, myrde på jagten, hjemfaldt til Kronen. 12. april 1732 genoprettede Christian VI grevskabet Løvenholm for grev Frederik Christian Danneskiold-Samsøe, der dog allerede 17. august 1742 fik kgl. tilladelse til at nedlægge grevskabet. Samtidig solgte han Løvenholm til sin broder grev Ulrik Adolph Danneskiold-Samsøe. Gården skiftede nu hyppigt ejere, og 1827 måtte statskassen overtage den for resterende skatter. 1831 gik den atter over i privat eje.

## Ejere af Løvenholm
- (1440-1445) Sankt Hans Kloster
- (1445-1536) Essenbæk Kloster
- (1536) Kronen
- (1536-1554) Erik Eriksen Banner
- (1554-1583) Anders Eriksen Banner
- (1583-1597) Erik Andersen Banner
- (1597-1609) Otte Andersen Banner
- (1609-1616) Frands Rantzau
- (1616-1627) Gert Rantzau
- (1627-1663) Christian Rantzau (søn)
- (1663-1697) Ditlev Rantzau (søn)
- (1697-1721) Christian Ditlev Rantzau (søn)
- (1721-1726) Wilhelm Adolph Rantzau (bror)
- (1726-1732) Kronen
- (1732-1742) Frederik Christian lensgreve af Danneskiold-Samsøe
- (1742-1751) Ulrik Adolph greve af Danneskiold-Samsøe
- (1751-1753) Søren Seidelin
- (1753-1756) Niels Basse
- (1756-1783) Hans Fønss
- (1783-1811) Peter Severin Fønss
- (1811-1817) Interessentskab
- (1817-1827) H. J. Hansen
- (1827-1831) Den Danske Stat
- (1831-1833) H. R. Saabye / Krøyer
- (1833-1836) H. Frellsen
- (1836-1855) Christen Pind
- (1855-1874) Laura Faith gift Pind
- (1874-1887) Lauritz Ulrik de la Cour
- (1887-1901) Carl August Johannes de Neergaard
- (1901-1918) Niels Peter Anton Bornholdt
- (1918-1919) Ove Holger Christian Vind
- (1919-1929) Werner Ernst Carl greve Schimmelmann
- (1929-1951) Valdemar Uttental
- (1951-) Løvenholm Fonden